# Curva mariposa (algebraica)

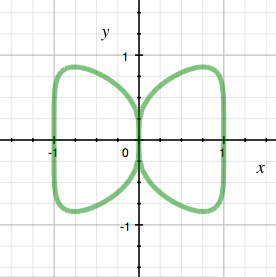

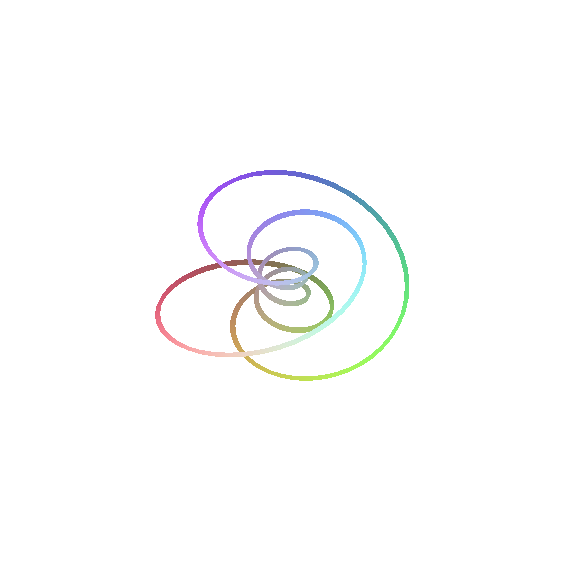
Singularidad del enlace de la curva mariposa

En matemática, la curva mariposa algebraica es una curva algebraica plana de grado seis, dada por la ecuación
{\displaystyle x^{6}+y^{6}=x^{2}.\,\!}
La curva mariposa tiene una singularidad simple con invarianza delta tres, lo que significa que es una curva de género siete. Las únicas curvas planas de género siete son singulares, puesto que siete no es un número triangular, y el mínimo grado para tal curva es seis, así que la curva mariposa aparte de su aspecto es posiblemente interesante como ejemplo.
La curva mariposa tiene número de rama y multiplicidad dos, y por lo tanto la singularidad del enlace tiene dos componentes, en la foto a la derecha.
El área de la curva mariposa algebraica es dada por (con la función gamma {\displaystyle \Gamma })
{\displaystyle 4\cdot \int _{0}^{1}(x^{2}-x^{6})^{\frac {1}{6}}dx={\frac {\Gamma ({\frac {1}{6}})\cdot \Gamma ({\frac {1}{3}})}{3{\sqrt {\pi }}}}\approx 2.804,}
y su longitud de arco s por
{\displaystyle s\approx 9.017}